# Petr Mlsna
Petr Mlsna, né le 13 novembre 1978 en Tchécoslovaquie, est un homme politique, haut fonctionnaire et avocat tchèque.